# جائزة سيف غباش-بانيبال للترجمة الأدبية من العربية إلى الإنجليزية
جائزة بانيبال (بالإنجليزية: Banipal Prize)؛ واسمها الكامل جائزة سيف غباش-بانيبال للترجمة الأدبية من العربية إلى الإنجليزية (بالإنجليزية: Saif Ghobash–Banipal Prize for Arabic Literary Translation) هي جائزة سنوية تُمنح لمترجم (أو أكثر) عن ترجمة منشورة لعمل أدبي كامل من العربية إلى الإنجليزية.

## تاريخ الجائزة
بدأت مجلة بانيبال ومؤسسة بانيبال للأدب العربي (بالإنجليزية: Banipal Trust for Arab Literature) منح الجائزة سنة 2006، وتديرها جمعية المؤلفين البريطانية، التي تدير عددًا من الجوائز المماثلة للترجمة الأدبية. يرعى الجائزة ماليًا السفير الإماراتي عمر سيف غباش، الذي تحمل الجائزة اسم والده الراحل سيف غباش، الوزير الإماراتي الأسبق للشؤون الخارجية. وقد بلغت قيمة الجائزة 3000 جنيه إسترليني سنة 2009.

## الفائزون والمرشحون
| السنة | المترجم الفائز (والرواية المترجمة) | المترجمون المرشحون (والروايات المترجمة) | المحكمون                                                                |
| ----- | --- | --- | ----------------------------------------------------------------------- |
| 2006  | همفري ديفيز (رواية "بوابة الشمس" (بالإنجليزية: Gate of the Sun) لإلياس خوري)                                                                                               | هالة حليم (رواية "صخب البحيرة" (بالإنجليزية: Clamor of the Lake) لمحمد البساطي) بول ستاركي (رواية "حجارة بوبيللو" (بالإنجليزية: Stones of Bobello) لإدوار الخراط) | موريس فرحى مايا جاغي روجر آلن                                           |
| 2007  | فاروق عبد الوهاب (رواية "وكالة عطية" (بالإنجليزية: The Lodging House) لخيري شلبي)                                                                                          | مارلين بوث (رواية "لصوص متقاعدون" (بالإنجليزية: Thieves in Retirement) لحمدي أبو جليل) بيتر ثيرو (رواية "خرافية سرايا بنت الغول" (بالإنجليزية: Saraya, The Ogre’s Daughter) لإميل حبيبي) | موريس فرحى مايا جاغي روجر آلن                                           |
| 2008  | فادي جودة ("أثر الفراشة" (بالإنجليزية: The Butterfly’s Burden) لمحمود درويش)                                                                                               | غسان نصر (رواية "يوميات سراب عفان" (بالإنجليزية: The Journals of Sarab Affan) لجبرا إبراهيم جبرا) نانسي روبرتس (رواية "البشموري" (بالإنجليزية: The Man from Bashmour) لسلوى بكر) | مارلين بوث عامر حسين بيل سوينسون روجر آلن                               |
| 2009  | سماح سليم (رواية "الطوق والإسورة" (بالإنجليزية: The Collar and the Bracelet) ليحيى الطاهر عبد الله)                                                                        | ميشيل هارتمان (رواية "توت بري" (بالإنجليزية: Wild Mulberries) لإيمان حميدان يونس) إليوت كولا (رواية "التبر" (بالإنجليزية: Gold Dust) لإبراهيم الكوني) | فرانسين ستوك عامر حسين مارلين بوث روجر آلن                              |
| 2010  | همفري ديفيز (للمرة الثانية) (رواية "يالو" (بالإنجليزية: Yalo) لإلياس خوري)                                                                                                 | همفري ديفيز (رواية "واحة الغروب" (بالإنجليزية: Sunset Oasis) لبهاء طاهر) كريم جيمس أبو زيد (رواية "مدن بلا نخيل" (بالإنجليزية: Cities without Palms) لطارق الطيب) | مارغريت درابل سوزان باسنت إليوت كولا ياسر سليمان                        |
| 2011  | خالد مطاوع ("قصائد مختارة" (بالإنجليزية: Selected Poems) لأدونيس) | بربارة رومين (رواية "أطياف" (بالإنجليزية: Spectres) لرضوى عاشور) مايا ثابت (رواية "الوجوه البيضاء" (بالإنجليزية: White Masks) لإلياس خوري) | سارة تشيرشويل جين سميث كريستينا فيليبس صموئيل شمعون                     |
| 2012  | روجر آلن (رواية "هذا الأندلسي" (بالإنجليزية: A Muslim Suicide) لبنسالم حميش)                                                                                               | همفري ديفيز (رواية "ولدت هناك، ولدت هنا" (بالإنجليزية: I Was Born There, I Was Born Here) لمريد البرغوثي) | روث بادل إستر فرويد فاضل العزاوي جون بيت                                |
| 2013  | جوناثان رايت (رواية "عزازيل" (بالإنجليزية: Azazeel) ليوسف زيدان) ويليام مينارد هتشنز (رواية "بلاد بلا سماء" (بالإنجليزية: A Land Without Jasmine) لوجدي الأهدل)            | | همفري ديفيز حسن عبد الرزاق راجيف بالاسوبرامانيان مايكه تسيرفوغل         |
| 2014  | سنان أنطون (رواية "وحدها شجرة الرمان" (بالإنجليزية: The Corpse Washer) لسنان أنطون نفسه)                                                                                   | بولا حيدر (رواية "مطر حزيران" (بالإنجليزية: June Rain) لجبور الدويهي) | بول بليزارد-غايمر لولو نورمان صموئيل شمعون جوناثان رايت                 |
| 2015  | بول ستاركي (رواية "كتاب الطغرى: غرائب التاريخ في مدينة المريخ" (بالإنجليزية: The Book of the Sultan's Seal: Strange Incidents from History in the City of Mars) ليوسف رخا) | جوناثان رايت (رواية "حيث لا تسقط الأمطار" (بالإنجليزية: Land of No Rain) لأمجد ناصر) | روبن أوستل سميرة قعوار ألاستير نيفن سوزانا طربوش                        |
| 2016  | جوناثان رايت (رواية "ساق البامبو" (بالإنجليزية: The Bamboo Stalk) لسعود السنعوسي)                                                                                          | |                                                                         |
| 2017  | روبن موغر (رواية "كتاب الأمان" (بالإنجليزية: The Book of Safety) لياسر عبد الحافظ)                                                                                         | كاثرين هولز وآدم طالب (رواية "طوق الحمام" (بالإنجليزية: The Dove's Necklace) لرجاء عالم) ليري برايس (رواية "لا سكاكين في مطابخ هذه المدينة" (بالإنجليزية: No Knives in the Kitchens of This City) لخالد خليفة) آنا زيايكا شانتون (رواية "ليمبو بيروت" (بالإنجليزية: Limbo Beirut) لهلال شومان) | ألاستير نيفن بيتر كالو وين-تشين أويانغ سلام سرحان                       |
| 2018  | لوك ليفغرين (رواية "حدائق الرئيس" (بالإنجليزية: The President's Gardens) لمحسن الرملي)                                                                                     | جوناثان رايت (رواية "فرانكشتاين في بغداد" (بالإنجليزية: Frankenstein in Baghdad) لأحمد سعداوي) خالد مطاوع ("كونشيرتو القدس" (بالإنجليزية: Concerto al-Quds) لأدونيس) بن كيربر (رواية "استخدام الحياة" (بالإنجليزية: Using Life) لأحمد ناجي)                                                    | بيت إيرتون جورجيا دي شامبيريه من بوك بلاست فادية الفقير د. صوفيا فاسالو |